# Batugade
Batugade (auch Batugede) ist ein osttimoresischer Ort in der Aldeia Batugade (Suco Batugade, Verwaltungsamt Balibo, Gemeinde Bobonaro). Er liegt in einer Meereshöhe von 100 m.

## Name
Der Ortsname stammt aus dem Kemak und bedeutet „flacher Fels“. 1936 wurde Batugade von den Portugiesen in Caxias do Extremo umbenannt. Doch der Name setzte sich nicht durch und einige Jahre nach dem Zweiten Weltkrieg kehrte man zum alten Namen zurück.

## Geographie
Batugade liegt an der Küste, westlich der Mündung des Leometik in die Sawusee. Der Westteil der Siedlung nennt sich Halinsana. Im Ort Batugade trifft die verhältnismäßig gut ausgebaute Überlandstraße aus Balibo und Maliana auf die nördliche Küstenstraße, einer der wichtigsten Verbindungen des Landes. Die Landeshauptstadt Dili liegt in Luftlinie 70 km (112 km auf der Straße) entfernt im Osten. Überquert man auf der Brücke den Fluss nach Nordost, gelangt man in den Ort Nu Badac. 2,5 km westlich befindet sich das Dorf Mota’ain, mit dem wichtigsten Grenzübergang zwischen Osttimor und Indonesien. Der westtimoresische Ort Atapupu ist auf der Straße von hier 12 km entfernt.

## Geschichte

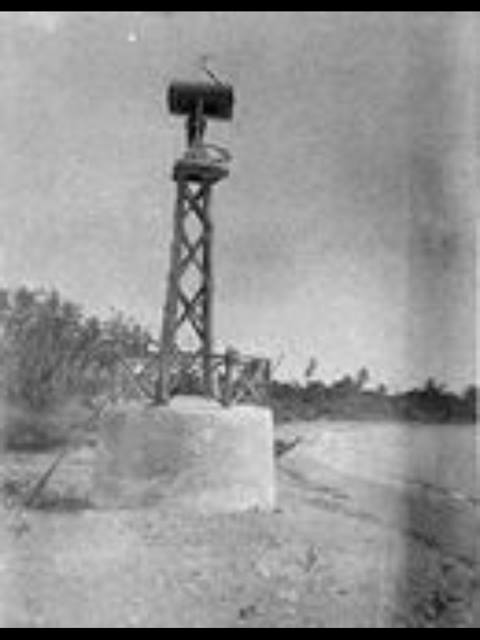
Leuchtturm von Batugade (1910)

Antonio Pigafetta landete am 26. Januar 1522 an Bord des spanischen Schiffs Victoria als erster Europäer auf Timor in der Region nahe Batugade und blieb für 18 Tage. Bereits 1655 errichteten die Portugiesen in Batugade ihr erstes Fort. Heute steht hier das Fort Reduto do Conselheiro Jacinto Cândido. Die Region gehörte zum Reich von Cowa. Nur wenige Kilometer weiter entstand im selben Zeitraum die größere Festung von Balibo.
Während der Cailaco-Rebellion 1726 wurde von Batugade aus eine portugiesische Streitmacht entsandt, die zusammen mit Truppen aus Dili das Rebellenzentrum Cailaco einnehmen sollten, doch die Belagerung war erfolglos. Im Laufe der Rebellion wurde das Fort aufgegeben. Gouverneur Pedro de Rego Barreto da Gama e Castro ließ den Posten 1731 wieder besetzen und schloss Frieden mit dem lokalen Rebellenchef Dom Lourenço da Costa, einem Topasse. 1734 rebellierte Batugade erneut gegen die Portugiesen, die aber auf Verstärkung aus Goa zurückgreifen konnten. Als die Portugiesen 1769 Lifau aufgaben und die Hauptstadt der Kolonie nach Dili verlegten, machten sie in Batugade einen Zwischenstopp und verstärkten das Fort zur Abwehr der rebellischen Topasse im Westen. Gouverneur José Pinto Alcoforado de Azevedo e Sousa (1815 bis 1820) schlug eine weitere Rebellion in Batugade nieder. Während des Krieges von Manufahi (1894–1896) besetzten 1896 Aufständische aus Fatumean das Fort, während die eigentlich dort stationierten Truppen an einem anderen Ort kämpften. Später wurde das Fort neu errichtet und nach dem portugiesischen Überseeminister Jacinto Cândido benannt.
Während der portugiesischen Diktatur befand sich im Fort ein berüchtigtes Gefängnis für Verbannte, das unter dem Namen „Der Friedhof der Lebendigen“ bekannt war.
Anfang 1961 versuchte das linksgerichtete Kampfbüro zur Befreiung Timors (Bureau de Luta pela Libertação de Timor) unter Maoclao, mit finanzieller Unterstützung aus Indonesien, einen Aufstand gegen die portugiesische Kolonialherrschaft. Am 9. April 1961 riefen sie in Batugade eine Republik aus und stellten eine timoresische Regierung mit zwölf Ministern auf. Die Portugiesen schlugen den Aufstand schnell nieder und die Kämpfer flohen nach Indonesien.
Bereits am 8. Oktober 1975, zwei Monate vor dem offiziellen Beginn der Invasion, besetzten indonesische Truppen den Grenzort Batugade und errichteten hier ihr Hauptquartier für die folgende Operation Flamboyan. Dabei gab man vor, Kämpfer der UDT, die zuvor im Bürgerkrieg der FRETILIN unterlegen war, würden die Grenzgebiete besetzen. Am 16. Oktober wurden der restliche Kreis von Bobonaro und der Kreis Cova Lima durch die Indonesier besetzt. Am 7. Dezember begann Indonesien offen mit der Operation Seroja und der Invasion in das restliche Gebiet Osttimors.

## Einrichtungen und Sehenswürdigkeiten

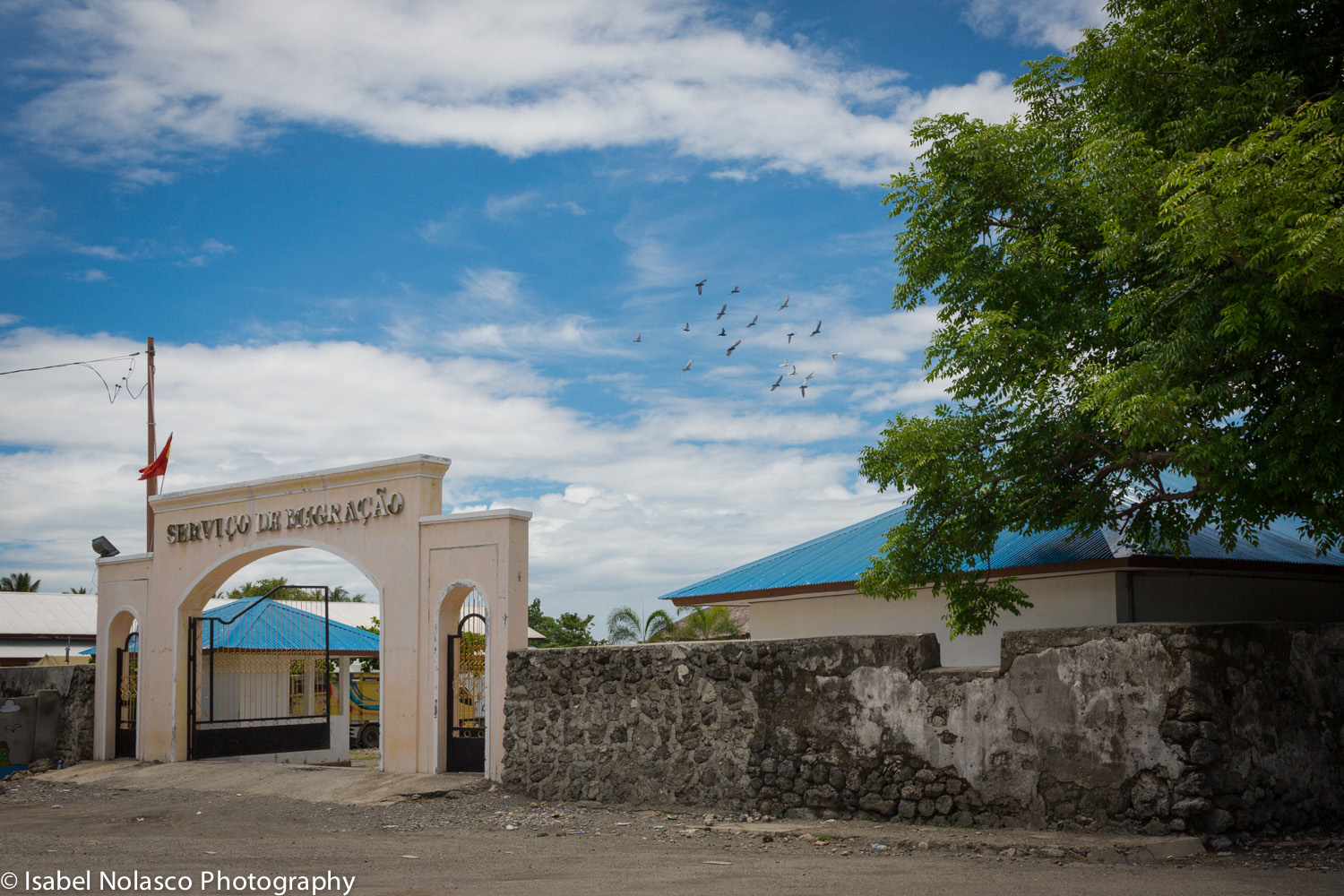
Das Fort in Batugade

Das portugiesische Fort Conselheiro Jacinto Cândido aus dem Jahre 1655 verfügt über massive Mauern und einige alte Kanonen. Dem Strand von Batugade spricht man touristisches Potential zu. Weitere öffentliche Einrichtungen im Dorf Batugade sind eine Grundschule, eine Kirche, ein Hospital, drei Sendeanlagen von Timor Telecom, Telemor und Telkomcel, eine Pferderennbahn und die Unidade de Patrulhamento de Fronteira (UPF), die osttimoresische Grenzpolizei, hat einen Posten im alten Fort.